# Muraszaki Sikibu
Muraszaki Sikibu (紫 式部; Hepburn: Murasaki Shikibu; Heiankjó, 973 és 978 között – 1014 és 1025 között) japán regényíró, költő és udvarhölgy volt a Heian-korban. A klasszikus japán irodalom máig legnagyobb hatású és legkiemelkedőbb alkotójának tartják; legismertebb műve a Gendzsi szerelmei (源氏物語, Gendzsi monogatari) című nagyregény, „a világirodalom első regénye”, amely körülbelül 1000 és 1012 (vagy 1021) között keletkezhetett. A Muraszaki Sikibu felvett név, valódi neve ismeretlen, de talán ő lehetett az a Fudzsivara Takako, akit egy 1007-es udvari napló udvarhölgyként említ.
A Heian-kori nők hagyományosan nem tanulhattak kínaiul, a korabeli kormányzás (és a férfiak) nagy presztízsű hivatalos nyelvén, de a művelt apja háztartásában nevelkedő Muraszaki igen hamar fogékonyságot mutatott a kínai klasszikusok iránt, és sikerült elsajátítania a kínai írást-olvasást. Húszas évei elején-közepén ment férjhez, és egy leánygyermeke született; a férj a házasságkötés után két évvel meghalt. Nem tudni pontosan, mikor kezdte írni Muraszaki a Gendzsi szerelmeit, talán házasélete alatt, vagy nem sokkal utána. 1005-ben meghívták udvarhölgynek Sósi császárné mellé, minden bizonnyal akkor már kialakulóban levő írói hírneve miatt. Udvari szolgálata alatt is folyamatosan írhatott, udvarbéli jelenetekkel gazdagítva regényét. Öt vagy hat év után otthagyta az udvart, és Sósi császárnéval együtt visszavonult a Biva-tó mellé. Halála évét nem tudják pontosan megjelölni a kutatók: legtöbben 1014-re teszik, de vannak, akik szerint még 1025-ben is élhetett.
Három műve ismert: a Muraszaki udvarhölgy naplója, egy kötetnyi vers és a Gendzsi szerelmei. Alig egy évtizeddel elkészülte után a Gendzsit már tartományokszerte terjesztették, egy évszázad múltán pedig a japán irodalom klasszikusának számított, és tudós elemzések tárgya lett. Külföldön a 20. század első harmadában jelent meg először: Arthur Waley hatkötetes angol fordítása 1933-ra fejeződött be. Muraszaki írásai alapműveknek számítanak nemcsak irodalmi értékük okán, hanem azért is, mert részletes ábrázolást nyújtanak a virágkorát élő Heian-udvar kultúrájáról. A 13. század óta számtalan kiadásban illusztrálták őket japán festők és közismert ukijo-e mesterek.

## Ifjúsága

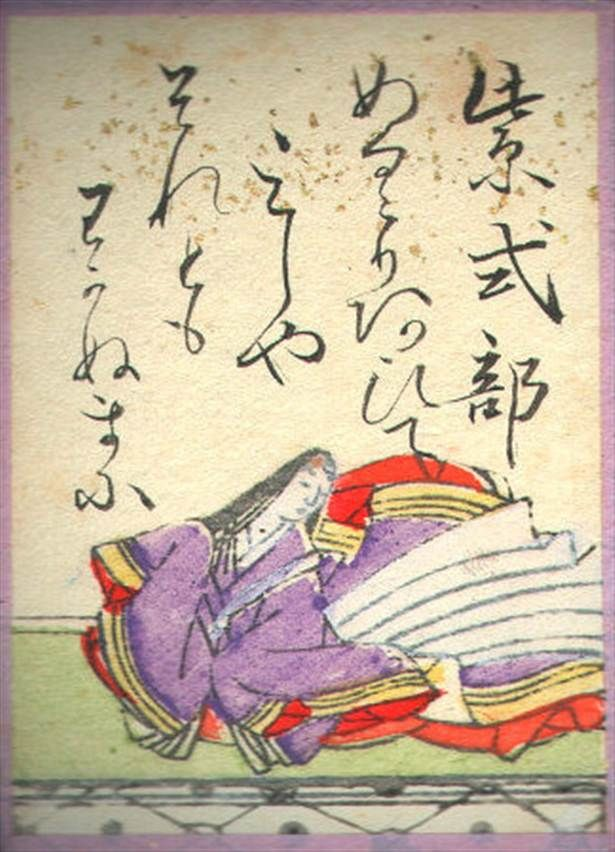
Muraszaki nevére utaló lila ruhában, egy Edo-kori fametszeten

Muraszaki Sikibu 973 körül született Heiankjóban, a későbbi Kiotóban, a Fudzsivarák északi ágán, amely Fudzsivara no Josifuszától, az első, 9. századi Fudzsivara régenstől eredeztette magát. A Fudzsivara család egészen a 11. század végéig kezében tartotta az udvari politika irányítását azáltal, hogy lányaikat beházasították a császári famíliába, valamint hogy kiskorú császárok alatt kisajátították a régensi pozíciót. A 10. század végén, 11. század elején Fudzsivara no Micsinaga (966–1027) nem kevesebb mint négy lányát adta hozzá leendő uralkodókhoz, és így addig példátlan hatalomra tett szert.  Muraszaki dédapja, Fudzsivara no Kaneszuke még a legfelső arisztokratarétegbe tartozott, de a családnak ez az ága fokozatosan veszített hatalmából, és Muraszaki születésekor már csak a középső-alsó rétegbe, a tartományi kormányzók csoportjába volt sorolható. Az arisztokrácia alsóbb rangosztályait képviselő férfiakat általában nemkívánatos vidéki posztokra küldték, eltávolítva őket a központi hatalomtól, a kiotói udvarból.
A család a státuszvesztés ellenére irodalmi hírnévnek örvendett: Muraszaki apai dédapja és nagyapja is közismert költőnek számított. Dédapjának, Kaneszukénak ötvenhat versét vették be tizenhárom császári antológiába, azonkívül a Harminchat halhatatlan költő című gyűjteménybe, valamint a Jamato monogatari-ba. Mind dédapja, mind nagyapja barátja volt Ki no Curajukinak, a japán nyelvű verselés egyik első népszerűsítőjének. Apja, Fudzsivara no Tametoki kijárta a Császári Egyetemet, és megbecsült szakértője volt a kínai klasszikusoknak és általában a költészetnek; néhány verse szintén antológiadarab lett. 968-ban nevezték ki alacsony beosztású kormányhivatalnokká, de csak 996-ban kapott négyéves kormányzóságot Ecsizenben, majd tízéves szünet után, 1011-ben Ecsigóban. Körülbelül 1014-16-ig maradt állami szolgálatban. Muraszaki édesanyja ugyanarról az északi Fudzsivara-ágról származott, mint Tametoki, róla csak annyit tudunk, hogy Fudzsivara Tamenobu lánya volt. Három gyermekük született, egy fiú és két lány.
A nők nevét nem volt szokás megörökíteni a Heian-korban. Muraszaki valódi neve ismeretlen; mint a kor legtöbb asszonya, ő is becenevet kapott, a Muraszaki Sikibut. A nők beceneve általában egy-egy férfi rokonnal volt kapcsolatos: a „Sikibu” a Sikibu Sóra, a Szertartási Hivatalra utal, ahol apja dolgozott, a „Muraszaki” pedig eredhet a muraszaki nevű növény lila virágából, amely a Fudzsivara nevet idézi fel (ez ugyanis szó szerint „lilaakácmezőt” jelent), habár többek szerint éppen a muraszaki növény kapta a nevét az írónőről, de az is lehetséges, hogy a Gendzsi egyik hősnője, Muraszaki, Gendzsi második felesége nevét ragasztották rá. Micsinaga egy 1007-es naplóbejegyzésében említi néhány udvarhölgy nevét: az egyik, Fudzsivara Takako (Kjósi) lehetett éppen Muraszaki is. A bejegyzésben szereplő hét nő közül négynek ismerjük a nevét, a másik három közül egy nem Fudzsivara volt, egynek túlságosan magas rangja miatt idősebbnek kellett lennie, így tehát a harmadik, Fudzsivara Takako talán valóban Muraszaki volt.
A Heian-kori Japánban a férj és a feleség külön háztartásban élt; a gyerekeket az anyjuk nevelte, noha a társadalom még az agnáció rendszerén alapult. Muraszaki helyzete annyiban rendkívüli, hogy ő az apjánál lakott, valószínűleg a kiotói Teramacsi utcában, a Rozandzsi templom mellett, öccsével, Nobunorival együtt. Anyjuk korán meghalt, talán gyermekágyi lázban. Muraszakinak három féltestvére is volt, ezek az anyjukkal éltek; tudjuk, hogy egyik lánytestvérével, aki huszonéves korában hunyt el, különösen meghitt kapcsolatban állt.
Muraszaki olyan korban született, amikor Japán szándékosan egyre inkább elszigetelődött, a kínai követjárások véget értek, és kifejlődőben volt az erős nemzeti kultúra. A 9. és a 10. század folyamán a japán fokozatosan írott nyelvvé vált, a kínai írásjegyek egyszerűsítésével kialakult a kana vagyis a szótagírás. Muraszaki idejében a férfiak továbbra is kínaiul, a kormányzás nyelvén írtak, a kana pedig a nemesasszonyok írott nyelve lett, ami lehetőséget teremtett a japán irodalom egy egészen különleges műfajának létrehozására.
Muraszaki öccsét is tanították kínaira, hogy kormányzati hivatalt kaphasson, és gyermek korában, mivel apjuk házában élt, Muraszaki maga is kiválóan elsajátította a klasszikus kínai nyelvet. Mint naplójában írja: Amikor öcsém a kínai klasszikusokat tanulta, én hallgatóztam, és egészen járatos lettem azoknak a passzusoknak az értelmezésében, amelyeknek megértése és memorizálása neki oly nehezére esett. Atyánk, aki igen művelt ember volt, többször is sajnálkozva megjegyezte: „Ilyen az én szerencsém. Milyen kár, hogy nem férfinak született!” A kínai irodalmat is tanulmányozta öccsével, de valószínűleg képzést kapott a hagyományosabb tárgyakból, a zenélésből, a kalligráfiából és a vakaköltészetből is. Muraszaki kétségkívül szokatlan neveltetésben részesült. Mint Louis Perez The History of Japan című művében kifejti: „A nőket nem tartották igazán értelmes lényeknek, ezért nem is tanulhattak kínaiul.” Muraszaki tisztában volt vele, hogyan vélekednek róla kortársai: elbizakodott, mégis félszeg, nehezen megközelíthető, barátságtalan, túlságosan nagyra van az irományaival, dölyfös, lépten-nyomon verselget, lenéző, zsémbes és gunyoros. Thomas Inge, az ázsiai irodalmak kutatója úgy véli, „erőteljes egyénisége kevés barátot szerzett neki”.

## Házassága

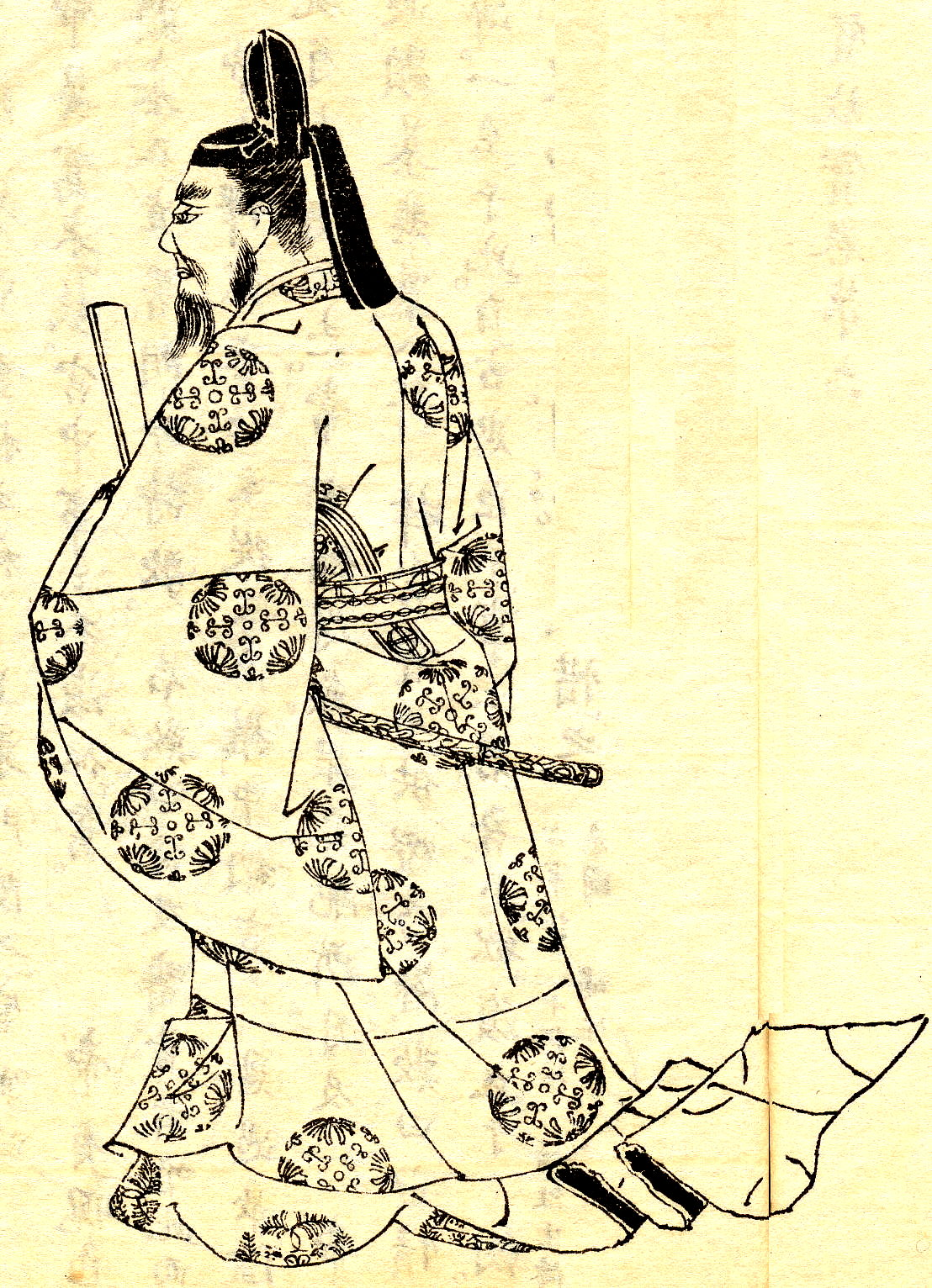
Fudzsivara no Micsinaga, a nagy hatalmú pártfogó, Kikucsi Jószai monokróm metszetén

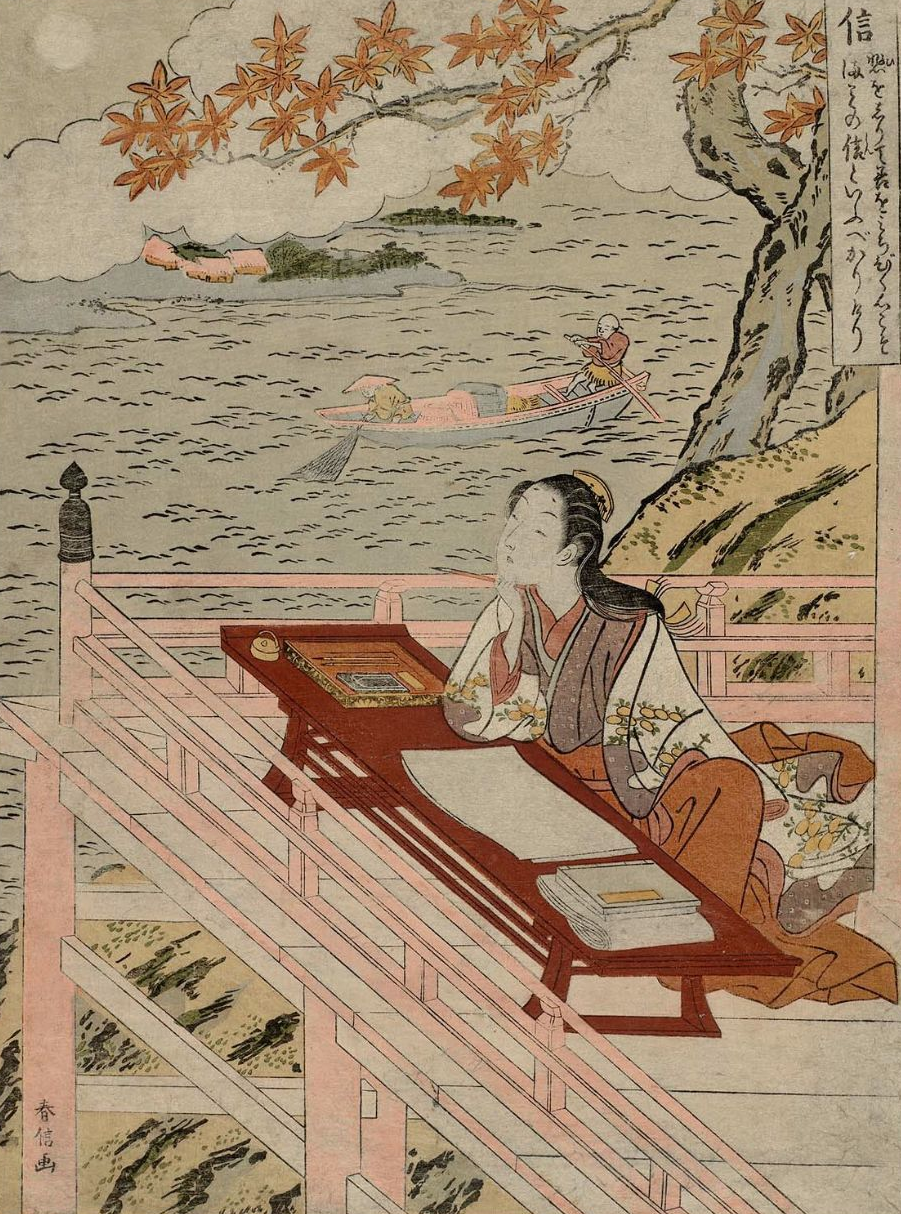
Muraszaki az Isijamadera templomban alkot, miközben a holdat nézi. Szuzuki Harunobu metszete 1767 körül

A Heian-kori arisztokrata nők igen behatárolt és elzárt életet éltek, férfival csak akkor beszélgethettek, ha az közeli rokon vagy családtag volt. Muraszaki önéletrajzi jellegű versei arról vallanak, hogy nőkkel folytatott ugyan társasági életet, férfiakkal azonban az apján és az öccsén kívül kevés kapcsolata volt: nőkkel aránylag gyakran váltott verseket, férfiakkal soha. A legtöbb rangbéli nővel ellentétben nem ment férjhez, amint a serdülőkorba lépett; apja házában maradt egészen huszonéves koráig, sőt lehet, hogy a harmincas évei elejéig, udvari szolgálata kezdetéig.
Amikor apját 996-ban négy évre kinevezték Ecsizen tartomány kormányzójává, Muraszaki elkísérte, noha a korban szokatlan volt, hogy egy arisztokrata nő olyan hosszú vidéki útra induljon, amely akár öt napot is igénybe vehet. Valószínűleg 998-ban tért vissza Kiotóba, hogy feleségül menjen apja barátjához, Fudzsivara no Nobutakához (kb. 950 – kb. 1001), nála jóval idősebb másod-unokatestvéréhez. Nobutaka a Fudzsivara családnak ugyanarról az ágáról származott, a Szertartási Hivatal udvaronc-tisztviselője volt, híres ficsúr és tehetséges táncos. Házasságkötésük idején közel járt az ötvenhez, több háztartást is fenntartott, több felesége és gyermeke volt. Ismert társasági embernek számított az udvarban, sok nővel folytatott viszonyt, amelyeknek alkalmasint a házasságkötésekor sem vetett véget. Nobutaka több tartományban is szolgált már kormányzóként, s valószínűleg eléggé gazdag volt. Házasságuk megítélése nem egyöntetű: Richard Bowring szerint boldog házaséletet éltek, a japán származású amerikai kutató, Haruo Shirane szerint viszont Muraszaki verseiből kiolvasható, hogy nem kedvelte a férjét.
999-ben született meg a lányuk, Kensi (Kataiko), és két évvel később Nobutakát elvitte egy kolerajárvány. Muraszakinak mint férjes asszonynak bizonyára számtalan szolgálója volt, hogy ellássák a háztartást és gondoskodjanak a lányáról, így sok szabadidővel rendelkezhetett. Szeretett olvasni, hozzáfért különböző beszélyekhez (monogatarikhoz), például A bambuszgyűjtő öregember meséi-hez és az Iszei történetek-hez. A kutatók úgy vélik, már férje halála előtt hozzákezdhetett a Gendzsi írásához; annyi bizonyos, hogy friss özvegyként, talán gyászában, már alkotott. Naplójában kitér rá, hogyan érezte magát férje halála után: szomorú voltam és elesett. Évekig fásultan éltem... csak tengődtem, és néztem az idő múlását... Elviselhetetlen volt a gondolat, hogy mindig ilyen magányos leszek.
A legenda szerint Muraszaki elvonult a Biva-tó partján álló Isijamadera buddhista templomba, ahol egy augusztusi estén, a holdat nézve kapott ihletet a Gendzsihez. Noha a kutatók elvetik ennek a lelkigyakorlatnak a meséjét, a japán festők és fametszetkészítők gyakran ábrázolták őt az Isijamadera verandáján, amint a holdhoz fohászkodik inspirációért. Lehet, hogy megrendelésre kezdett írni, és talán ismert is olyan száműzött udvaroncot, aki hősére, a „fénylő Gendzsire” emlékeztetett. Minden valószínűség szerint kölcsönadta barátainak a Gendzsi új fejezeteit, akik másolatokat készítettek róluk, és szintén továbbadták őket. A történet így korán, már keletkezése közben ismertté vált, és jó előre megalapozta írói hírnevét.
Húszas évei végén, harmincas évei elején, 1005 utolsó havában udvarhölgy (njóbó) lett Sósi (Akiko) császárné mellett, amit valószínűleg írói hírének köszönhetett. Chieko Mulhern a Japanese Women Writers: A Bio-Critical Sourcebookban megjegyzi: a kutatókat már régóta foglalkoztatja, miért vállalt Muraszaki hivatalt életének ilyen aránylag kései szakaszában. Naplója tanúsága szerint férje halála után verseket váltott Micsinagával, ennek nyomán egyesek úgy gondolják, a szeretője lehetett. Bowring kétli, hogy Micsinaga ágyasaként került volna az udvarba, bár tény, hogy a férfi a szolgálati út megkerülésével juttatta be lánya mellé. Mulhern úgy véli, hogy Micsinaga azt akarta, Muraszaki tanítsa, művelje a lányát, Sósit.

## Udvari élete

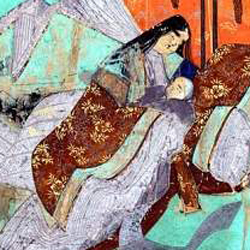
Sósi császárné a jövendő uralkodóval, Go-Icsidzsóval. 13. századi festmény

A Heian-kori kultúra és császári udvar a 11. század elején élte fénykorát. Kiotó lakossága elérte a 100 000 főt, miközben az arisztokrácia egyre inkább elszigetelődött a császári palota területén, a kormányzati és udvari szolgálatban. Az udvaroncoknak valójában igen kevés tennivalójuk volt, a végletekig kifinomulttá váltak, a való élettel, a külvilággal szinte semmilyen kapcsolatot nem tartottak, az udvari élet apróságai, a művészi törekvések kötötték le őket. Az érzelmeket szertartásosan, artisztikus öltözködéssel, illatszerekkel, kalligráfiával, színes levélpapírokkal, versekkel, a lehető legjobb összhatást keltő ruharétegek kiválogatásával juttatták kifejezésre – mindennek a pillanatnyi hangulatot és az évszakot együtt kellett tükröznie. Akiknek nem volt tehetségük a bevett esztétika elsajátításához, hamar népszerűtlenné váltak, különösen az udvarban. A Heian-kori nemes hölgyeknél általános divat volt a földig érő haj, a fehérített arcbőr, a feketére festett fogsor, és jóformán kötelező időtöltés a szerelmi viszonyok szövögetése, a vers- és naplóírás. A Heian-kori nőirodalom ma a japán kánon egyik legkorábbi és legértékesebb összetevőjének számít.

### Rivális udvartartások, nőköltők
Amikor Micsinaga két fivére, Fudzsivara no Micsitaka és Fudzsivara no Micsikane 995-ben meghalt, és a régensség betöltetlen maradt, Micsinaga villámgyorsan megnyerte a hatalmi harcot unokaöccse, Fudzsivara no Korecsika (Icsidzsó császár feleségének, Fudzsivara no Teisinek a testvére) ellen, és nővére, Szensi segítségével megszerezte a régensi tisztséget. Teisi a fivérét, Korecsikát támogatta, aki nem sokkal utóbb kegyvesztett lett, és egy időre száműzték az udvarból, ami még inkább megrendítette Teisi pozícióját. Négy évvel később Micsinaga császári ágyasként az udvarba küldte legidősebb lányát, az akkor még csak tizenkét éves Sósit, egy évre rá pedig, hogy Teisi befolyását tovább csökkentse, és Sósi tekintélyét növelje, előléptette Sósit császárnévá, noha ezt a címet már Teisi birtokolta. Mint Donald Shively kifejti: „Micsinaga még rajongóit is megdöbbentette azzal, hogy addig példátlan módon elérte: Teisi és Sósi egyszerre legyenek császárnéi ugyanannak az uralkodónak, Teisi a szokásos Dicső Örökösszülő (kógó) címmel, Sósi pedig a külön erre az alkalomra kreált Belső Palotalakóval (csúgú).” Körülbelül öt év múlva, talán 1005 végén juttatta be Micsinaga Muraszakit Sósi udvarába, Bowring szerint amolyan társalkodó-nevelőnőnek.
A Heian-kori udvari élet nagyon divatos, sőt „modern” volt, de meglehetősen laza erkölcsű is. Az udvarbéli nők elzárkózva éltek, és rokonaik, pártfogóik leginkább arra használták őket, hogy ügyes férjhez adásukkal politikai hatalomra tegyenek szert. Elzártságuk ellenére egyes nők jelentős befolyással rendelkeztek, gyakran egymással versengő szalonjaik révén, amelyeknek személyzete ily módon kulcsfontosságú volt. Icsidzsó anyjának (vagyis Micsinaga nővérének, Szensinek) is volt egy igen tekintélyes szalonja; Micsinaga valószínűleg éppen azért akarta a Muraszakihoz hasonló tehetséges nőkkel körülvenni Sósit, hogy hasonló hírű szalont hozhasson létre.
Sósi 16–19 éves lehetett, amikor Muraszaki az udvartartásába került. Arthur Waley komoly ifjú hölgynek nevezi Sósit, aki hol apja házában, hol a palotában lakott. Tehetséges nőírókat gyűjtött maga köré, közöttük volt Izumi Sikibu és Akazome Emon is, utóbbi egy korai japán nyelvű krónika, az Eiga monogatari szerzője. A nők közötti rivalizálás Muraszaki naplójából is kiviláglik, amelyben lekezelően így ír Izumiról: Izumi asszony mulatságos levélíró, de van benne valami nyugtalanító. Tud kapásból közvetlen sorokat írni, de a költészetben érdekes témára vagy klasszikus mintára van szüksége, amit utánozhat. Nem is hiszem, hogy egyáltalában költő lenne.
Szei Sónagon, a Párnakönyv szerzője már udvarhölgyként szolgált Teisinél, amikor Sósi az udvarba érkezett; könnyen lehet, hogy Muraszakinak éppen az ő riválisaként kellett fellépnie Sósi udvartartásában. Teisi 1001-ben halt meg, mielőtt még Muraszaki Sósi szolgálatába szegődött volna, így a két neves írónő nem volt egyszerre jelen a palotában, de Muraszaki, aki naplójában Sónagonról is ír, kétségkívül ismerte a hírét, s bizonyos fokig hatással is lehetett rá vetélytársnője. Sónagon Párnakönyvét talán éppen azért rendelték meg, hogy propagandaműként tükrözze Teisi környezetének fényét, amely művelt udvarhölgyeiről volt híres. Joshua Mostow, a japán irodalom kutatója úgy véli, Micsinaga azért küldte Sósi mellé a Sónagonhoz foghatóan művelt vagy talán még műveltebb Muraszakit, hogy hasonló módon feltündököltesse Sósi udvartartását.
A két írónő más-más temperamentumú volt: Sónagon szellemes, okos, nagyszájú, Muraszaki visszahúzódó, érzékeny. Muraszaki naplójának egyes bejegyzései azt sejtetik, hogy nem lehettek jó viszonyban. Muraszaki ezt írja például: Szei Sónagon igen öntelt teremtés volt. Roppant eszesnek képzelte magát, műveit teleszórta kínai írásjegyekkel, amik nem mondhatni, hogy hibátlanok lettek volna. Keene szerint Muraszaki Sónagonról alkotott véleményét befolyásolhatta Sósi, no meg az udvarhölgyei, hiszen Sónagon korábban a rivális császárnénál szolgált. Keene úgy sejti, Muraszakit egyenesen azért vitték az udvarba, hogy Sónagon népszerű Párnakönyvére válaszul írja meg a Gendzsit. Muraszaki többféleképpen is megkülönböztette magát Sónagontól. Lekicsinyelte a párnakönyv műfaját, és Sónagonnal ellentétben, aki büszke volt kínaitudására, úgy tett, mint aki nem is ismeri ezt a nyelvet.

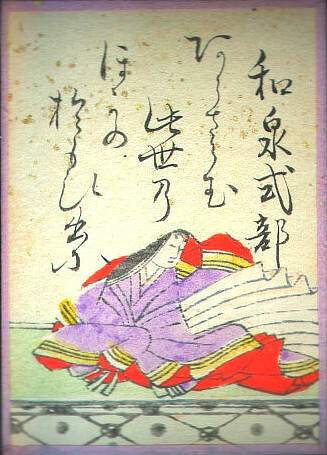
Izumi Sikibu
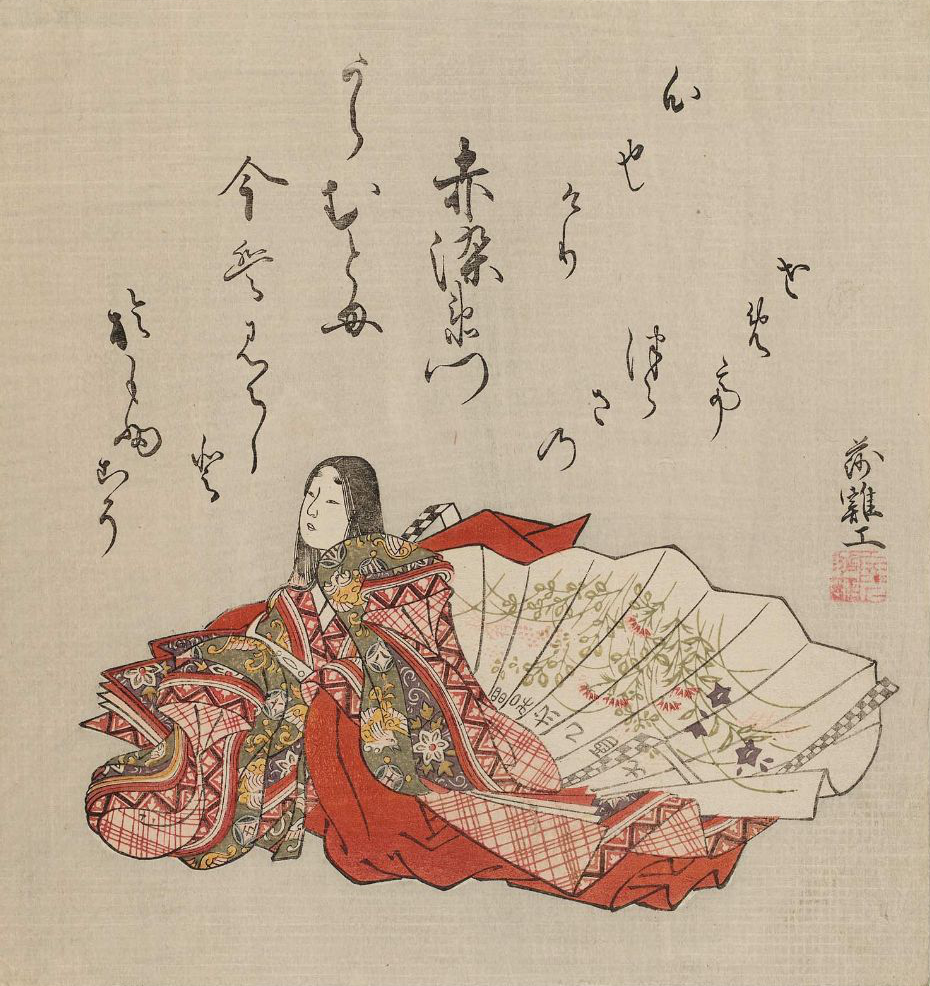
Akazome Emon
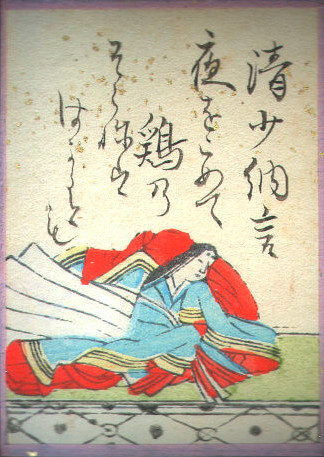
Szei Sónagon

### „Krónikás hölgyünk”

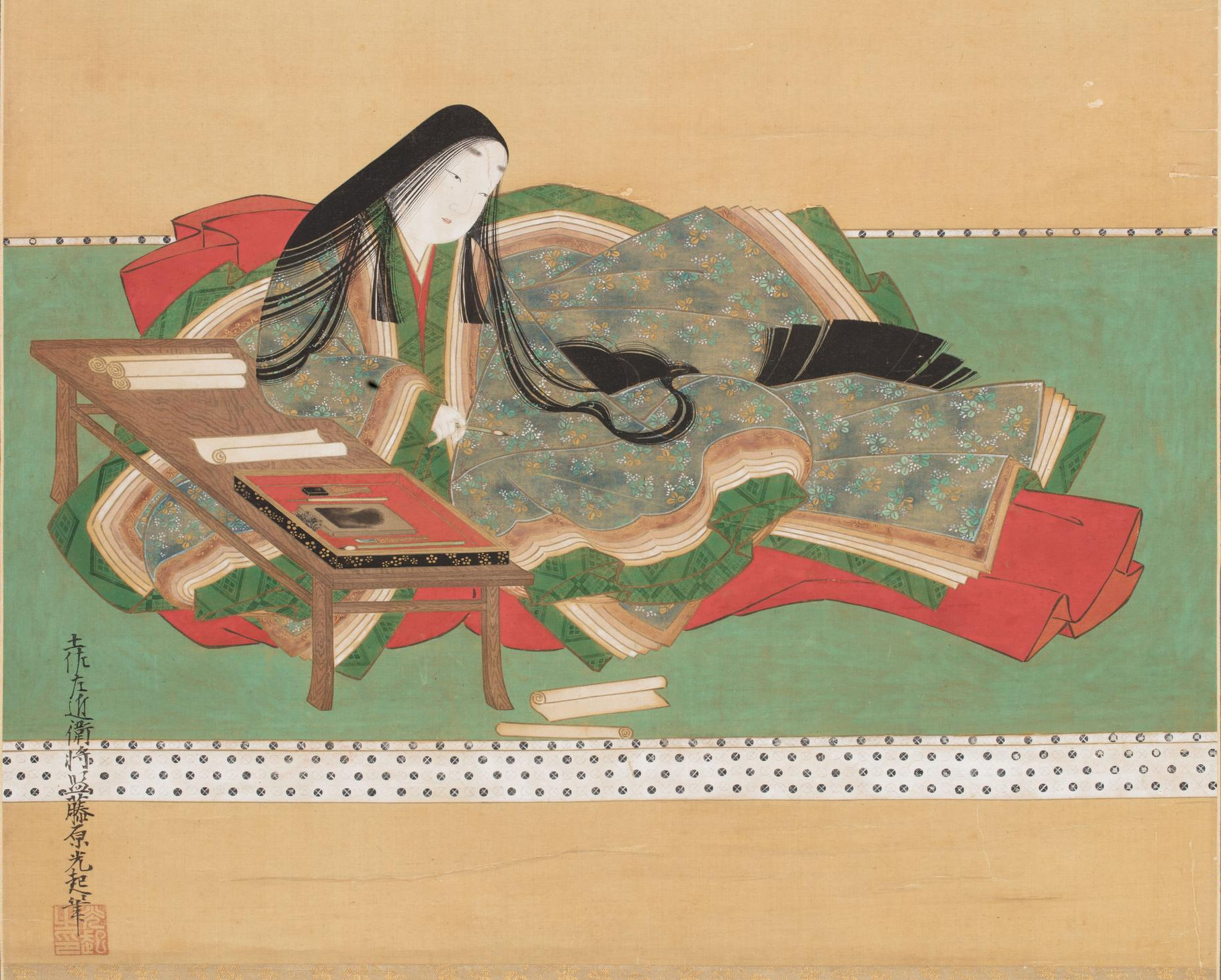
Muraszaki ír. Tosza Micuoki festménye

Noha a kínai ismeretek presztízse a Heian-kor második felében megcsappant, a kínai költészet továbbra is népszerű maradt; különösen Po Csü-ji verseit tartották nagyra. Muraszaki kínaira tanította Sósit, akit érdekeltek Po Csü-ji költeményei. Amikor császárné lett, Sósi kínai írásjegyekkel díszíttette paravánjait, ami botrányosnak számított, hiszen a kínai a férfiak nyelve, a női szállásokon semmi keresnivalója. Hölgyeknek kínaiul tanulni illetlenség volt, a kínai irodalomhoz csupán a férfiaknak volt szokás szentesítette hozzáférése. A nők csak japánul írhattak-olvashattak, hogy ily módon is el legyenek zárva a kormányzat és a hatalom központjától. Muraszaki példátlan klasszikus kínai műveltsége révén azon kevés nő közé tartozott, akik taníthatták Sósit. Bowring egyenesen „felforgatónak” nevezi, hogy Muraszaki tudott kínaiul, és Sósinak is megtanította a nyelvet. Muraszaki nem szellőztette kínaitudását, eltitkolta kettejük nyelvóráit, és így írt róla naplójában: Múlt nyár óta, nagy titokban, őfensége a császárnéval Po Csü-ji verseit olvassuk együtt. Persze szó sem lehetett szabályszerű nyelvtanulásról... Mégis jobbnak véltem, hogy a dologról egy szót se szóljak senkinek.
Második becenevét (Nihongi no cubone, „krónikás hölgyünk”) valószínűleg azért kapta Muraszaki, mert kínai irodalmat tanított Sósinak. Az egyik udvarhölgy, aki nem kedvelte Muraszakit, megvádolta, hogy kérkedik kínai ismereteivel, és ráaggatta a „krónikás hölgyünk” csúfnevet (a klasszikus kínaiul írott Nihongi japán krónikára utalva ezzel); erre az incidensre azután került sor, hogy valaki fejezeteket olvasott fel a császárnak és udvaroncainak a Gendzsiből, s egyikük megjegyezte, hogy a szerző igen művelt teremtés lehet. Muraszaki ezt jegyezte fel naplójában: Milyen nevetséges! Én, aki még otthoni szolgálóim előtt is titkolom műveltségemet, merészelnék-e kérkedni vele őfelsége udvarában? Habár sértésnek szánták, Mulhern szerint Muraszakinak valójában hízelgett ez a csúfnév.
A kínai nyelvhez fűződő viszony ellentmondásos volt. Teisi udvartartásában valósággal tüntettek vele, a császári uralom, a felsőbbrendűség jelképének tekintették. Ám Sósi szalonjában ellenségesen viszonyultak hozzá, talán politikai okokból, hiszen ebben az időszakban már a japán nyelvet részesítették előnyben, habár maga Sósi, mint láttuk, tanult kínaiul. Ez az ellenségesség hathatott Muraszakira és az udvarról alkotott véleményére is, s arra késztette, hogy titkolja kínaitudását. Sónagonnal ellentétben, aki hivalkodó és csélcsap teremtés volt, és nagydobra verte kínaitudását, Muraszaki alázatosnak tűnik, ami, úgy tetszik, jó benyomást tett Micsinagára. Noha Muraszaki használta kínai ismereteit, és művébe is beépítette őket, a nyilvánosság előtt elvetette a nyelvet, ami alighanem helyes attitűdnek számított a japán kultúra egyre erősödő hegemóniája idején.
Úgy tetszik, Muraszaki nem volt boldog az udvarban, erre utal tartózkodása és komolysága is. Nem maradt ránk feljegyzés arról, hogy valaha is részt vett volna a divatos költészeti versenyeken, s alig váltott verset vagy levelet a többi udvarhölggyel. Naplója azt érzékelteti, hogy Szei Sónagonnal ellentétben nem szerette az udvari életet, az udvarhölgyeket és a részeg tivornyákat. Egy bizonyos udvarhölggyel, Szaisóval azonban összebarátkozott, és a teleket is szerette: Imádom nézni itt a havat.
Waley szerint talán nem is maga az udvari élet tette boldogtalanná, hanem Sósi udvartartása untatta. Waley feltételezi, hogy jobban érezte volna magát Szensi anyacsászárné szalonjában, akinek környezetét kevesebb szigorúság és nagyobb könnyedség jellemezte. Muraszaki így ír Sósi udvaráról: Az évek múlásával őfensége a császárné több élettapasztalatra tett szert, és már nem ugyanazzal a merev mértékkel mér, mint azelőtt; de időközben az udvar rendkívül unalmas hírnevet szerzett magának...

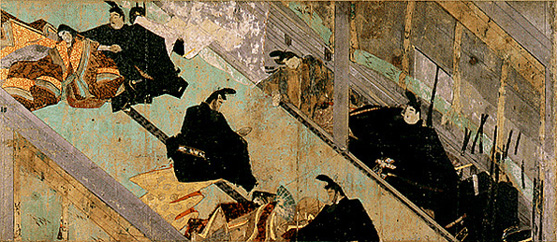
Részlet Muraszaki naplójának 13. századi, illusztrált kiadásából: részeg, zilált öltözetű udvaroncok flörtölnek az udvarhölgyekkel

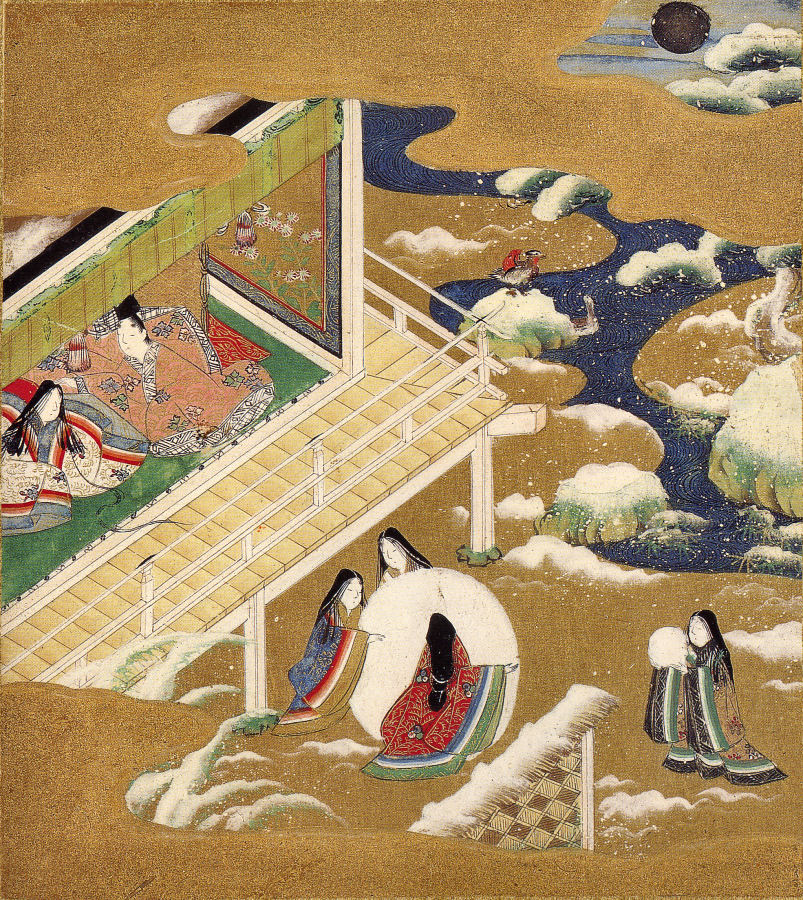
Heian-kori nők télen. Tosza Micuoki festménye

Muraszaki ki nem állhatta a szerinte folyton részegeskedő és ostoba udvaroncokat. Egyes kutatók, köztük Waley is, úgy vélik azonban, hogy legalábbis Micsinagával viszonyt folytatott. Annyi biztosnak látszik, hogy Micsinaga kitartóan üldözte szerelmével, s hogy Muraszaki flörtölt vele, azt naplója még 1010-ből is tanúsítja. A naplóban megörökíti, hogy sokszor menekülnie kellett Micsinaga elől – egy éjjel például a régens belopózott a szobájába, és elcsente a Gendzsi legújabb fejezetét. Micsinaga pártfogására azonban szüksége volt ahhoz, hogy tovább írhasson. Muraszaki megörökítette Micsinaga lányának udvarbeli ténykedését: a fényűző szertartásokat, a rafinált és kifinomult széptevéseket, „a házasodási rendszer bonyodalmait”, továbbá, meglehetős részletességgel, Sósi két fiának világra jövetelét.
Valószínű, hogy Muraszaki szeretett magányosan, elvonulva írni. Úgy érezte, nem illik bele az udvar légkörébe, s magáról így vallott: Teljesen belemerültem a régi történetek tanulmányozásába... egy kitalált költői világban élek, alig veszem észre más emberek létezését... De amikor megismernek, legnagyobb meglepetésükre állapítják meg, hogy kedves és gyengéd vagyok. Inge szerint túlságosan szókimondó volt ahhoz, hogy barátokra tegyen szert az udvarban, Mulhern pedig úgy véli, Muraszaki élete az udvarban viszonylag csendes és nyugodt volt a többi udvari költőéhez képest. Mulhern valószínűnek tartja, hogy Muraszaki megjegyzései Izumiról nem annyira annak költészete ellen irányulnak, mint inkább a viselkedése, erkölcstelensége és udvari viszonyai ellen, amelyeket Muraszaki helytelenített.
A rang nagyon fontos tényező volt a Heian-kor udvari társadalmában, és Muraszaki aligha érezhette magát egyenrangúnak a nála előkelőbb és hatalmasabb Fudzsivara rokonsággal. Naplójában így ír erről: Már akkor is tudatában voltam annak, hogy a családnak az az ága, amelyhez tartozom, nagyon szerény; de ez a gondolat csak ritkán bántott, mert akkortájt messze állt tőlem a kisebbrendűség fájdalmas tudata, amely szakadatlanul megmérgezte életemet az udvarnál. Az udvari pozíció ennek ellenére növelte megbecsültségét, s ami még fontosabb, több élményre tett szert, amelyekről írhatott. Az udvari élet sokkal elevenebben tükröződik a Gendzsi azon fejezeteiben, amelyeket már mint Sósi udvarhölgye vetett papírra. Legvalószínűbb, hogy udvari becenevét, a Muraszakit egy vacsorán kaphatta, amelyet naplójában is megörökített: 1008 táján Fudzsivara no Kintó, jeles udvari költő a „kis Muraszaki” felől érdeklődött (így hívják a Gendzsi egyik hősnőjét, s egyben ez az egyik fejezet címe is), ami nőíróhoz intézve feltétlenül bóknak számított egy udvari férfi költő szájából.

## Visszavonulása, halála

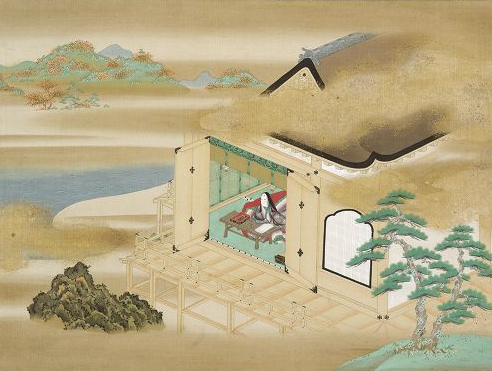
Újból az Isijamaderában, élete őszén. Tosza Micuoki festménye

Amikor Icsidzsó császár 1011-ben meghalt, Sósi visszavonult a császári palotából, és a Biva-tó partján álló egyik Fudzsivara-kúriába költözött, ahová bizonyára Muraszaki is elkísérte, legalábbis tudomásunk van arról, hogy 1013-ban ott tartózkodott Sósival. George Aston felidézi, hogy Muraszaki, amikor otthagyta az udvari szolgálatot, ismét kapcsolatba kerülhetett az Isijamadera templommal: „Azt mondják, erre a szépséges helyre húzódott el Muraszaki no Sikibu az udvarból, hogy hátralevő életét az irodalomnak és a vallásnak szentelje. Ám vannak, akik kétlik a dolgot, köztük Motoori Norinaga is, aki nem hisz ebben a mesében, mert... nem egyezik a tényekkel. Mindenesetre máig mutogatják a templomnak azt a helyiségét, ahol a Gendzsi született – akárcsak az írónő tuskövét és egy általa másolt szútrát, ami a kritikust lehet, hogy nem elégíti ki, de a templom egyszerű látogatóit nagyon is képes meggyőzni.”
Lehetséges, hogy Muraszaki 1014-ben halt meg. Apja abban az évben váratlanul visszatért Kiotóba ecsigói tartományából: ennek az írónő halála is lehet a magyarázata. Shirane az A Bridge of Dreams: A Poetics of „The Tale of Genji” című művében kifejti, hogy Muraszaki Sikibu halálának évét legtöbben 1014-re teszik, és konszenzus van abban is, hogy 973-ban született, amiből következőleg halálakor 41 éves lehetett. Bowring ezzel szemben az 1014-et spekulatívnak tartja, és úgy véli, Muraszaki akár 1025-ig is Sósinál élhetett. Waley álláspontja is ezzel egyezik: szerinte Muraszaki 1025-ben Sósival együtt még részt vehetett a császárné fiának, Go-Icsidzsónak a tiszteletére rendezett szertartáson.
Muraszaki öccse, Nobunori 1011-ben hunyt el, s ez a körülmény talán a lánya halálával együtt járult hozzá ahhoz, hogy apjuk 1014-ben vagy 1016-ban végleg lemondott hivataláról, és a Miidera templom szerzeteseként folytatta életét 1029-ben bekövetkezett haláláig. Muraszaki Sikibu lánya előbb Sósi anyacsászárné (visszavonulása utáni „palotanevén” a Dzsótó Monin) udvarhölgye lett, majd 1025-ben tényleges udvari szolgálatba lépett mint a leendő Go-Reizei császár szoptatós dajkája. Daini no Szanmi (999–1078?) néven maga is ismert és jelentős költővé vált. A családban az ükapa óta ő volt az első, aki megkapta a harmadik rangosztály második fokozatát (összesen tíz rangosztály volt), vagyis messze anyja és nagyapja fölé emelkedve a legelőkelőbb arisztokrata rétegbe tartozott.

## Művei
Három önálló művet tulajdonítanak Muraszakinak: a Gendzsi szerelmeit, a Muraszaki Sikibu naplóját és a Költői emlékeket, amely 128 verset tartalmaz. Művei irodalmi értékükön felül azért is fontosak, mert híven tükrözik a japán írásbeliség kialakulását és fejlődését abban a korban, amikor a japán íratlan köznyelvből írott nyelvvé lett. A 9. századig a japán szövegeket kínai ideogrammákkal, a manjógana írásrendszerrel örökítették meg. Forradalmi újítás volt az igazi japán írás, a kana kialakítása a 9. század közepétől. Attól fogva a japán szerzők a maguk nyelvén írhattak prózát, ami olyan új műfajok létrejöttéhez vezetett, mint a beszélyek vagy románcok (monogatari) és a költői naplók (nikki). Edwin O. Reischauer történész szerint a monogatari eredendően japán műfaj, s a kanával írott Gendzsi monogatari a korszak legkiemelkedőbb alkotása.

### A napló és a versek
Muraszaki egy-két évvel azután kezdett naplóírásba, hogy Sósi császárné szolgálatába lépett. Amit tudunk róla és udvarbéli élményeiről, annak nagy része a naplóból, a Muraszaki Sikibu nikkiből származik, amelyet hozzávetőleg 1008 és 1010 között vezetett. A hosszú leíró részek (némelyik eredetileg levél lehetett) beszámolnak a többi udvarhölggyel való viszonyáról, Micsinaga jelleméről, Sósi fiainak születéséről – a két eseményre nem a császári palotában, hanem Micsinaga házában került sor –, a Gendzsi készüléséről, például arról is, amikor az új fejezeteket kalligráfusokra bízza, hogy tisztázzák le őket. A korabeli udvari naplókra jellemzően, amelyek többnyire pártfogók magasztalására szolgáltak, Muraszaki naplójának fele Sósi fiának, a későbbi Go-Icsidzsó császárnak a születéséről szól: ez az esemény meghatározó volt Micsinaga számára, ezt tervezte már akkor is, amikor lányát férjhez adta – egy császár nagyapja és de facto régense lett.
A Muraszaki Sikibu kasú (Muraszaki Sikibu költői emlékei) 128 versből álló gyűjtemény, amelyek Mulhern szerint életrajzi sorrendben követik egymást. Az eredeti összeállítás elveszett. A korabeli szokásnak megfelelően valószínűleg kézről kézre adták és másolták ezeket a verseket is. Néhány közülük egy szerelmeshez szól, lehet, hogy a férjéhez annak halála előtt, de az is lehet, hogy csupán a konvenciót követve írt szerelmes verseket. Életrajzi momentumok olvashatók ki belőlük: említi egy nővérét, aki meghalt, az utat Ecsizen tartományba az apjával, s hogy költeményeket írt Sósi számára. Több darab gyermekkori barátnőjét idézi meg, aki szintén vidékre kerül kormányzó apjával. Muraszaki verseit 1206-ban tette közzé Fudzsivara Teika. Mulhern szerint valószínűleg ez az összeállítás a leghívebb az eredetihez. Nagyjából ugyanekkor Teika Muraszaki több költeményét is beleillesztette egy fontos császári antológiába, a Sin kokin vakasú-ba. Ezen a gyűjteményen kívül természetesen Muraszaki költői életművének részét képezi a Gendzsi szerelmeibe foglalt, a szereplők szájába adott 795 vakája is.

### AGendzsi szerelmei

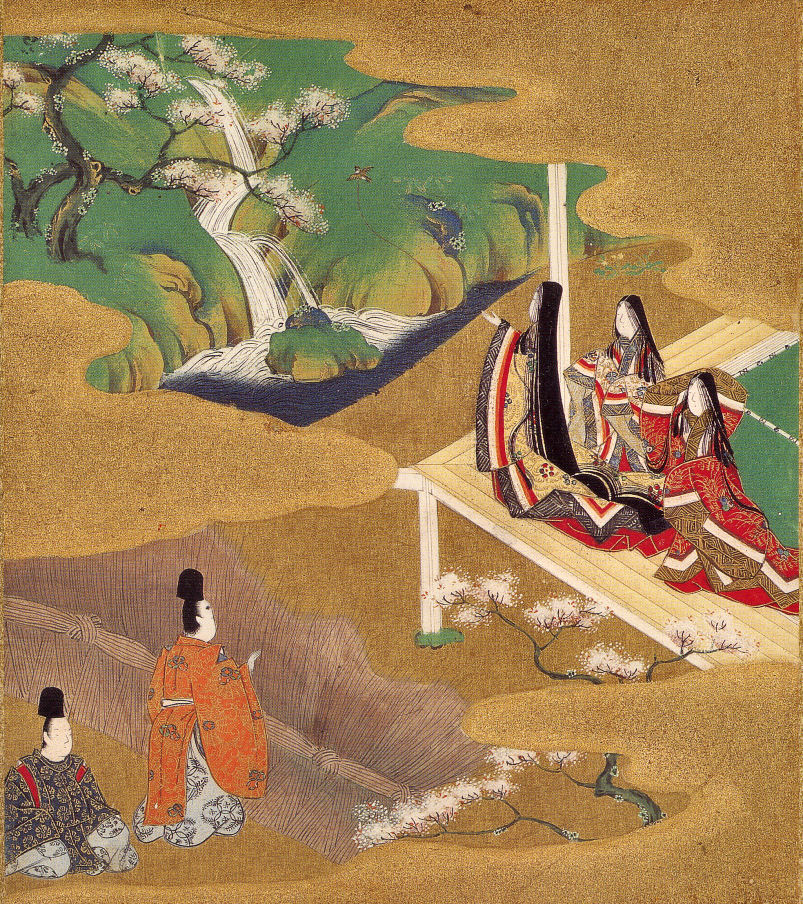
Tosza Micuoki illusztrációja a Gendzsi szerelmeihez: a kis Muraszaki hölgyeivel, színpompás ruhákban, földig érő hajjal. Balra Gendzsi leselkedik

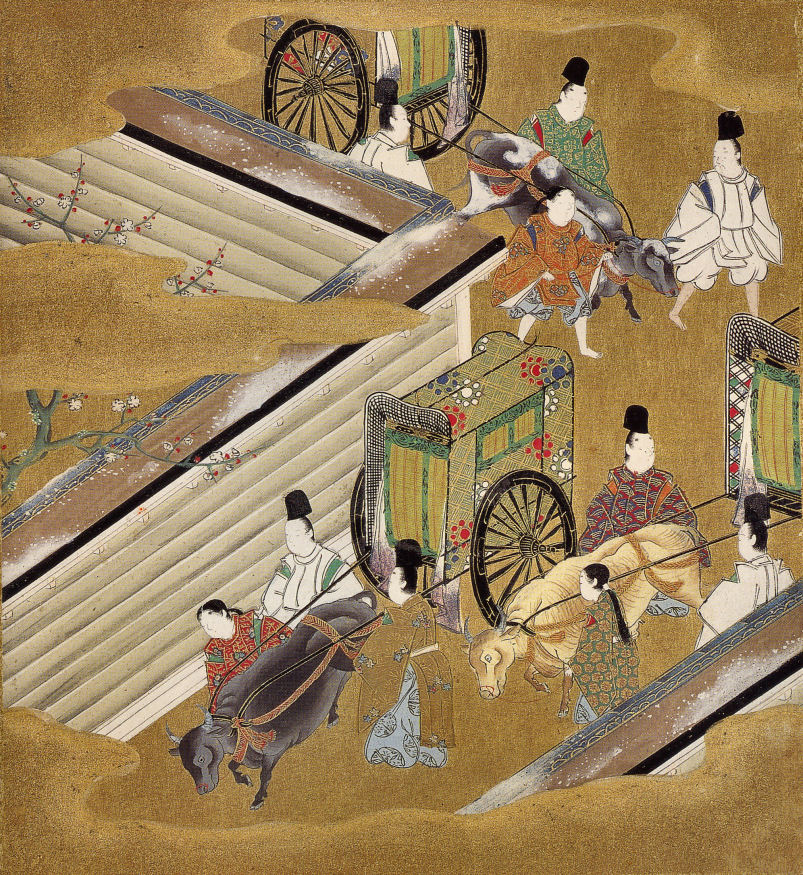
Tosza Micuoki illusztrációja a Gendzsi szerelmeihez: Niou herceg légyottra siet

Muraszaki legismertebb műve az 54 fejezetből avagy „könyvből” álló monumentális Gendzsi szerelmei, amelyet gyakran a világirodalom első regényének vagy legalábbis első teljes regényének neveznek. (Érdekességképpen: a Háború és béke magyar fordításának terjedelme 3 200 000 karakter, a Gendzsié 2 500 000.) Legalább egy évtizeden át készült: az első fejezeteket egy pártfogó megrendelésére írhatta még a házassága alatt, vagy nem sokkal férje halála után, az udvarba kerülve folytatta, s amikor elkészült, Muraszaki valószínűleg még mindig Sósi szolgálatában állt. Egy ekkora munka elvégzéséhez minden bizonnyal támogatóra volt szüksége. Micsinagától akkoriban igen költséges írópapírokat, tust kapott, és ő bocsáthatta rendelkezésére a kalligráfusokat is. Az első kézzel írt köteteket (füzeteket) az udvarhölgyek rakták és fűzték össze, ahogy a naplóban olvashatjuk.
Donald Keene The Pleasures of Japanese Literature című művében kijelenti, Muraszaki „a japán széppróza legnagyobb mesterművét” hozta létre, az udvari verses naplók és a korábbi (manjóganával írt) monogatarik (A bambuszgyűjtő öregember meséi, Iszei történetek) hagyományára alapozva. Merített és elegyített anyagot és stílust kínai történeti művekből, elbeszélő költeményekből és a korabeli japán prózából is. Adolphson véleménye szerint a formális kínai stílus és a világias témák kombinálása parodisztikus, szatirikus hatást keltett, páratlan egyéni hangját is ennek köszönheti elsősorban. A Gendzsi a monogatarik formáját követi például abban is, hogy időnként a szövegből kiszóló, mindentudó narrátora van, Keene szerint azonban Muraszaki messze túllépett ennek a műfajnak a keretein, és teljesen modern formát teremtett. A „fénylő Gendzsi” története az írónő szándéka szerint a 9–10. században játszódik (cselekménye mintegy háromnegyed századot ölel fel), de Muraszaki mellőzött minden tündérmesei és egyéb fantáziaelemeket, amelyek a korábbi monogatarikat jellemezték.
Az évszázados spekulációkra, hogy vajon miért írta meg Muraszaki a Gendzsit, buddhista vagy netán konfuciánus példázat-e a mű, a 18. századi nagy japán esztéta, Motoori Norinaga szemléletes, csattanós választ adott: „A regény sem nem olyan, mint a Buddha útja, amely arra tanít bennünket, hogy mindig a helyes irányban maradva tegyünk szert a megvilágosodásra, sem nem olyan, mint a konfucianizmus útja, amely arra oktat, hogyan kell szabályozni az országot, a családot, a viselkedést... A Gendzsi célját ahhoz az emberhez lehetne hasonlítani, akinek, mivel szereti a lótuszvirágot, sáros, piszkos vizet kell gyűjtenie, hogy elültethesse és gondozhassa a lótuszt. A lopott szerelmek tisztátalan sara nem azért van jelen mindenütt a Gendzsiben, hogy megcsodáljuk, hanem hogy ezek között lehessen ápolni a virágot: az emberi lét szomorúságának tudatát.” 
A főtéma tehát Norinaga szerint az élet mulandósága, „az emberi lét szomorúsága” vagyis a mono no avare – ez utóbbi terminus ezernél is többször fordul elő a regényben. A Gendzsi témái egyebekben az írónő korának témái, de Shively meghatározása szerint is „az idő zsarnokságát és a romantikus szerelemmel elkerülhetetlenül együtt járó bánatot” jelenítik meg. Shively úgy véli, Muraszaki a „fénylő herceg” történetében eszményi menekvésre lelt az udvari életből, amelyet cseppet sem talált vonzónak. Gendzsi alakjában tehetséges, szép, kifinomult, mégis emberi és rokonszenves főhőst keltett életre. Keene szerint a Gendzsi ablakot nyit a Heian-kor világára, például arra a paradoxonra is, hogy noha a hölgyeknek paravánok, függönyök vagy tolófalak mögé kellett rejtőzniük, azért a szerelem bőven virágzott. 
Helen McCullough így fogalmaz: „Muraszaki műve időtlen és mindenkihez szóló, mert a Gendzsi szerelmei túllép műfaján és korán. Tárgya és helyszíne – szerelem a Heian-udvarban – a monogatarik világához köti, kulturális viszonylatai a közép-Heian-időszaké, ám Muraszaki géniusza a mindenkori emberi kapcsolatok erőteljes ábrázolásává avatta művét: rávilágít az örök szerelmi boldogság lehetetlen voltára, és annak alapvető fontosságára, hogy e bánattal teli világban mindig fogékonyak legyünk mások érzéseire.” Gendzsi minden szerelmesében meglátja a nő belső szépségét, az élet törékenységét, ami Keene értelmezésében hősiessé formálja alakját. A mű már a maga idejében is népszerű volt: még Icsidzsó császár is felolvastatta magának, pedig csak japánul íródott. 1012-re (de 1021-re biztosan) mind az 54 fejezet elkészült, és vidéken is sokan keresték, ahol igen nehéz volt hozzájutni.
Japán első Nobel-díjas írója, a világhírű Kavabata Jaszunari így vallott róla 1968-as elfogadóbeszédében: „A Gendzsi szerelmei a japán irodalom legmagasabb csúcsa, amelynek napjainkig nem akad párja. Kész csoda, hogy egy ilyen modern mű a 11. században születhetett. Noha a klasszikus japánnal akkoriban még természetesen hadilábon álltam, legkedvesebb gyermekkori olvasmányaim a Heian-kori klasszikusok voltak, de azt hiszem, közülük is a Gendzsi jelentette a legtöbbet nekem... A Gendzsi [évszázadokon át] bőven patakzó forrása volt a költészetnek és a képzőművészeteknek, egészen a tájkertészetig bezárólag.”

## Utóélete, emlékezete

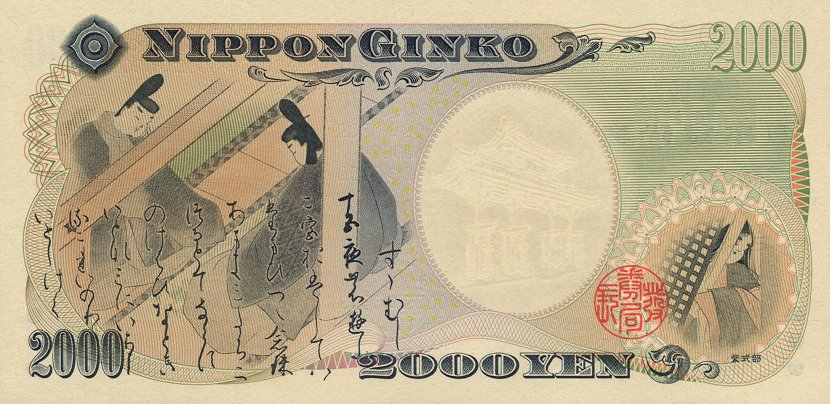
Muraszaki és a Gendzsi-jelenet a 2000 jenes bankjegyen

Muraszaki hírneve, hatása mit sem csökkent azóta, hogy más Heian-kori nőírókkal egyetemben létrehozta, kialakította az írott japán nyelvet. Művei az udvari költők számára kötelező olvasmánynak számítottak a 12. századtól, s már akkor tudósok tanulmányozták őket, állítottak helyre hiteles szövegváltozatokat, készítettek róluk elemzéseket. Alig egy évszázaddal a halála után már klasszikusnak tekintették. A 17. századra életműve a konfuciánus filozófia jelképévé vált, és minden nőt arra buzdítottak, hogy olvassák a könyveit. Kumazava Banzan 1673-ban nagyra tartotta érzékenységét és érzelemábrázolását. Gendzsi-kommentárjában azt írta: „amikor az emberi érzelmeket nem értik meg, az Öt Emberi Kapcsolat harmóniája odavész”.
A Gendzsi szerelmeiből másolatok, illusztrált kiadások készültek már egy évszázaddal Muraszaki halála után is. A Gendzsi monogatari emaki 12. századi tekercskép négy tekercsből, tizenkilenc festményből és 20 oldalnyi kalligráfiából áll. Az 1110 és 1120 közé datált illusztrációs anyag talán Fudzsivara no Takacsika műve, a kalligráfia pedig a kor híres írásművészeié. A Gendzsi monogatari emaki részben a Gotó Múzeumban, részben a Tokugava Képzőművészeti Múzeumban látható.
A 17. században a nők erényességét irodalmi ismereteikkel hozták összefüggésbe, így nagy keletje lett a Muraszaki vagy a Gendzsi témájú műtárgyaknak; ezek összefoglaló neve a gendzsi-e. A Gendzsi-jeleneteket vagy Muraszakit ábrázoló kelengyék igen népszerűek voltak az arisztokrata nők körében: a gendzsi-e a 17. században kulturális státusszal ruházta fel a menyasszonyt, a 18.-ban pedig már a sikeres házasságot vetítette előre. 1628-ban Tokugava Iemicu sógun lánya ilyen lakkdobozkészletet vitt magával a házasságba; Tositada herceg egy pár gendzsi-e selyemparavánt kapott nászajándékul 1649-ben, amelyeket Kanó Tanjú festett.
Muraszaki kedvelt témája az olyan festményeknek és illusztrációknak, amelyek erényes nőként és költőként ábrázolják őt. Gyakran látható íróasztalánál az Isijamadera templomban, amint a hold nézéséből merít ihletet. Tosza Micuoki fali tekercsképeket festett a Gendzsi fejezeteihez a 17. században. A Gendzsi szerelmei igen korán a fametszetkészítők népszerű témája lett, Hirosige, Kijonaga, Utamaro is készített illusztrációkat a különböző kiadásokhoz. A korai „Gendzsi-művészet” még az udvari kultúrához kötődött, de az Edo-kor közepére a tömegtermeléssel előállított ukijo-e illusztrációk a szamurájok és a köznép számára is elérhetővé váltak.
Mint Shirane az Envisioning „The Tale of Genji”ben megjegyzi: „a Gendzsi szerelmei sok mindent jelentett sok különféle közönségnek sok különféle közvetítő közeg révén ezer éven át... egyetlen japán irodalmi szöveg vagy más műalkotás sem ér e tekintetben a nyomába”. Művet és szerzőjét a legkülönfélébb módokon népszerűsítették: tekercsképek, paravánképek, fametszetek, filmek, hagyományos képregények, mangák foglalkoztak vele. Muraszakiról írott életrajzi regényében (Muraszaki meséje) Liza Dalby romantikus szerelmi viszonyt sző köréje, miközben apjával Ecsizen tartományba igyekszik.
A Gendzsi szerelmei ma már időtlen klasszikus. McCullough vélekedése szerint Muraszaki „egyszerre tökéletes képviselője egy egészen különleges társadalomnak, és olyan író, aki egyetemes emberi vonatkozásokat ábrázol időtlen hangon. Azóta sem volt ekkora géniusza Japánnak.” Keene is úgy véli, a Gendzsi azért tudja máig rabul ejteni az olvasókat, mert figurái és témái egyetemlegesek. Az 1920-as–30-as években, amikor Waley angol fordítása kötetenként megjelent, a kritikusok Jane Austenhez, Marcel Prousthoz, Shakespeare-hez hasonlították Muraszakit. Mulhern is Shakespeare-hez méri, aki az Erzsébet-kori Angliát képviseli számunkra, Muraszaki pedig a Heian-udvar leglényegét ragadta meg, s regényíróként „olyan maradandó sikert aratott, amiben maga sem reménykedhetett”. Műve, akárcsak Shakespeare-é, könyvtárnyi szakirodalmat szült.
2008-ban Kiotóban egész éven át tartó ünnepségsorozattal emlékeztek meg a Gendzsi keletkezésének 1000. évfordulójáról: költészeti versenyeket rendeztek, kirándulásokat szerveztek az Udzsi városkában található Gendzsi-múzeumba és az Isijamaderába (mely utóbbiban ez alkalommal kiállították Muraszaki életnagyságú mását, amint íróasztalánál ül), nők vonultak fel hagyományos tizenkét rétegű Heian-kori udvari öltözékekben és bokáig érő parókákban. Múzeumi tárlatokat, mangafeldolgozásokat szenteltek a szerzőnek és életművének. Az először 2000-ben kibocsátott 2000 jenes bankjegy hátoldalán egy Gendzsi-jelenet és az írónő portréja látható.

## AGendzsifordításai

### Klasszikus japán eredetiből készült fordítások
- The Tale of Genji, 6 kötetben, Arthur Waley, G. Allen and Unwin, London, 1921–33
- The Tale of Genji, Edward Seidensticker, Alfred A. Knopf, New York, 1976
- The Tale of Genji, Royall Tyler, Viking Penguin, New York, 2001
- Die Geschichte vom Prinzen Genji, Oscar Benl, Manesse Verlag, Zürich, 1966
- Le Dit du Genji, René Sieffert, Publications orientalistes de France, Párizs, 1988
  - Díszkiadása 3 kötetben, rengeteg színes illusztrációval, díszdobozban: Le Dit du Genji de Murasaki-shikibu illustré par la peinture traditionnelle japonaise, Diane de Selliers, Párizs, 2008[128]
- Повесть о Гэндзи, 4 kötetben plusz 1 kötet melléklettel, Tatyjana Lvovna Szokolova-Gyeljuszina, Nauka, Moszkva, 1991–93
- Příběh prince Gendžiho, 4 kötetben, Karel Fiala, Paseka, Prága, 2002–2008

### Magyar fordítások
- Gendzsi regénye. Regény, 1-3.; bev., jegyz. Arthur Waley, angolból ford. Hamvas Béla, átdolg. Philipp Berta; Európa, Bp., 1963 (A világirodalom klasszikusai)
- Muraszaki asszony: Napló; ford. Philipp Berta; in: Párnakönyv. Japán irodalmi naplók a X-Xl. századból; Európa, Bp., 1966
- Muraszaki udvarhölgy (Muraszaki Sikibu): Gendzsi szerelmei, 1-3.; ford., előszó Gy. Horváth László; Európa, Bp., 2009 ISBN 978-963-07-8838-0

## Fordítás
- Ez a szócikk részben vagy egészben a Murasaki Shikibu című angol Wikipédia-szócikk ezen változatának fordításán alapul.  Az eredeti cikk szerkesztőit annak laptörténete sorolja fel. Ez a jelzés csupán a megfogalmazás eredetét és a szerzői jogokat jelzi, nem szolgál a cikkben szereplő információk forrásmegjelöléseként.